# Manuel R. Moldes
Manuel Rodríguez Moldes (Pontevedra; 12 de noviembre de 1949-Pontevedra; 3 de diciembre de 2017), también conocido como Manolo Moldes, fue un pintor español, profesor de la Facultad de Bellas Artes de Pontevedra, integrante de la Real Academia de Bellas Artes de Galicia y miembro fundacional del Grupo Atlántica.

## Biografía
Realizó sus primeros estudios en el Instituto de Pontevedra. Inició su formación universitaria en la Facultad de Ciencias de la Universidad de Santiago de Compostela, donde realizó el curso selectivo en el año académico 1966-67, para continuar el año siguiente en la Escuela Técnica Superior de Arquitectura de Madrid. También realizó estudios en la Facultad de Bellas Artes de Cuenca, perteneciente a la Universidad de Castilla-La Mancha.
En Madrid comenzó su dedicación a la pintura y entre 1968-1970 asistió a los debates que en ese momento se producían en torno a la abstracción comprometida y a la Nueva figuración madrileña, encabezados por Gordillo y Pérez Villalta. Destaca entre sus obras iniciales de esa época la portada del álbum de Luis Emilio Batallán, "Ahí ven o maio". En la capital trabajó en el Taller de Forja de la Escuela de Artes y Oficios y finalmente decidió abandonar la arquitectura, para volver a Pontevedra y dedicarse íntegramente a la pintura. En Pontevedra fue uno de los fundadores
y principales inspiradores gráficos de la revista "Vagalume".
En 1995 pasó a ser profesor de dibujo en la Facultad de Bellas Artes de Pontevedra en el campus de Pontevedra, integrado en la Universidad de Vigo. En 2005 ingresó como miembro numerario en la Real Academia Gallega de Bellas Artes.

## Trayectoria pictórica

### Sus comienzos
Su obra comenzó en la década de 1970, en Madrid, participando en la renovación píctórica impulsada desde Galicia.
En los primeros años ochenta sus obras mostraban visiones atormentadas donde se perciben las influencias de Pablo Picasso y Ingres. En esos años continúa realizando exposiciones individuales.
También inicia su participación en exposiciones colectivas en el año 1984. Comienza asimismo sus exposiciones en el extranjero, en el ámbito de eventos más amplios sobre la pintura gallega contemporánea, como sucede con la exposición  "Un siglo de pintura gallega", celebrada en 1984 en Museos de Buenos Aires, Río de Janeiro, Montevideo y Sao Paulo
Manuel Moldes se ínteresó inicialmente por el Expresionismo Abstracto Americano. Se aprecia la influencia de Bacon  en sus figuras distorsionadas.  Posteriormente incorpora referencias gallegas, sin perjuicio de la modernidad de su técnica y estilo.

### Integración en el Grupo Atlántica
En los primeros años ochenta se integró en el Grupo Atlántica, del que fue uno de sus fundadores y más destacados representantes. Este grupo se forjó a comienzos de la década, con la participación de artistas jóvenes vigueses y pontevedreses, como Moldes, que van madurando el proyecto de dar un empuje al arte moderno desde Galicia. El grupo reivindicaba la cultura atlántica y abrió la pintura gallega a las corrientes internacionales.
Desde su creación, en 1980, Manolo Moldes participa activamente en todas las exposiciones del Grupo Atlántica. Y también en otras exposiciones colectivas o conmemorativas del grupo, o que incorporaban a algunos de sus artistas, como la realizada en 1998 denominada "Memoria y Vanguardia" en San Juan de Puerto Rico.
El Grupo Atlántica realizó en los años 1980 a 1984 un total de cinco exposiciones:
- 1980: “Atlántica. Últimas tendencias das artes plásticas” (Bayona)
- 1981: “O feito plástico Atlántica” (Vigo) / “Atlántica" Centro Cultural de la Villa (Madrid)
- 1982: "Doce pintores de Atlántica". 2º Festival de Poesía do Condado (Salvaterra de Miño, Pontevedra)
- 1983: “Atlántica. Novas tendencias da arte galega". Palacio de Gelmírez (Santiago de Compostela, 28 de enero - 28 febrero).
- 1984: “Imaxes dos 80 desde Galicia”. Museo do Pobo Galego (Santiago de Compostela, 10 de julio - 10 agosto).[8]

### Retorno a la temática gallega y a la mítica pontevedresa
En la segunda mitad de la década de 1980, Manuel Moldes se orientó hacia el ámbito gallego,  analizando  su paisaje, su arquitectura y sus gentes,  en un periodo de producción artística muy intensa. Esta época hondamente pontevedresa fue objeto de revisión en la última muestra que realizó en vida, 'Pontevedra Suite'      exhibida en 2017 en el Museo de Pontevedra.
También en esta época de la década de los ochenta destaca su participación en las Bienales de Pontevedra desde el año 1982 hasta el 1990, obteniendo en 1990 la Medalla de Oro de la XXI Bienal.

### Época de madurez
A partir de los años noventa, Manolo Moldes, ya consagrado como pintor de culto, aunque no de masas, realiza multitud de exposiciones, tanto individuales como colectivas.

### A partir del año 2000
A partir del año 2000, Manuel Moldes realiza viajes al extranjero, adquiriendo nuevas experiencias. Tras una estancia en Nueva York, a finales de 2006, aprovecha sus  experiencias personales para desarrollar estilos nuevos. Por ejemplo, la exposición realizada en la Galería SCQ de Santiago de Compostela en 2008, surge de esas experiencias. "Todo comenzó en una estancia en Nueva York en 2006. Tenía dos ventanas con contras y en ellas vi reflejados un más y un menos. Esa misma noche creé sesenta dibujos", dice el propio pintor. La muestra cuenta con 43 obras sobre papel con grafito y tinta negra. Estas obras tienen unas medidas de 46 por 50. "Con estas piezas se configuró un mural que constituye el inicio de la exposición", según manifiesta el pintor.
En 2014 se celebra la exposición "En plenas Facultades", que recoge  obras de los artistas docentes de la Facultad de Bellas Artes de Pontevedra, y que se celebró en el Sexto Edificio del Museo de Pontevedra y "Unha mirada, dous tempos" en el Centro Cultural Fundación Novacaixagalicia-Café Moderno en Pontevedra.

### Ilustrador y Dibujante
Como ilustrador y dibujante Manuel Rodríguez Moldes colaboró en la ilustración de libros de escritores como Alfonso Pexegueiro, Mª del Carmen Kruckenberg, Enrique Acuña, Blanco Amor y Luis Rey Núñez. También en revistas como Vagalume, Perdura, Escrita, Figura, La Naval, Vardar, Nosa Terra, Luzes de Galiza, Bravú y Citania, así como en prensa escrita, en diarios como El Correo Gallego, La Voz de Galicia y el Faro de Vigo.

### Obra suya en Museos y Colecciones
Tienen obra suya, entre otras instituciones, el Centro Gallego de Arte Contemporáneo, el Museo Municipal Quiñones de León, de Vigo,  el  Museo Provincial de Pontevedra, el Museo Provincial Castillo de San Antón, de La Coruña,la Colección de Arte Contemporáneo de la Junta de Galicia, la Real Academia Gallega de Bellas Artes de La Coruña, la Casa de Galicia, de Madrid, la Colección Afundación, la Fundación María José Jove, el Ayuntamiento de La Coruña,  la  Diputación Provincial de Pontevedra, la  Colección de Arte Caixanova, la Colección Grupo 16,  el Museo de Arte Contemporáneo Gas Natural Fenosa (MACUF. Museo de Arte Contemporáneo Unión Fenosa. La Coruña), el Pazo de Amezua, la  Cámara de Comercio, Industria y Navegación de Pontevedra, la Fundación Casa Museo A Solaina de Piloño, la  U.N.E.D. Universidad Nacional a Distancia de Pontevedra, el C.G.A.I. Centro Gallego de las Artes de la Imagen de  La Coruña, la  Colección Caja de Madrid, la  Colección Universidad de Santiago de Compostela, la  Colección Grupo San José de Pontevedra, el Museo Municipal Ramon Mª Aller de  Lalín la  Colección de Arte Caixa Galicia, el Ayuntamiento de Pontevedra, el  Monasterio de San Juan de Poyo, en Pontevedra, la Colección Diputación Provincial de La Coruña, la Colección Faro de Vigo, la Colección Diario de Pontevedra, la  Colección "Boa Arte" de Madrid, la  Colección Consello de Contas de Galicia, en Santiago de Compostela, la Colección de la Universidad de Vigo y el R.C. Náutico Las Palmas de Gran Canaria.

### Opiniones sobre su figura artística
David Barro, al comentar su exposición "Vieiros de Luz", en 1999, decía que Manuel Moldes seguía "su particular eterno retorno a una sinuosidad barroca y pintura gestual, que lo relacionan con maestros del expresionismo abstracto como Pollock".
El artista Guillermo Aymerich calificó a Manolo Moldes como "Un mago de la forma, de la luz, un alquimista del color y de la materia". Su papel como docente en la facultad de Bellas Artes de Pontevedra deja una gran huella en lo humano y lo artístico en muchos de sus alumnos entre los que se cuentan Suso Fandiño, Jorge Perianes, Tamara Feijoo, Miguel Méndez o Rubén Ramos Balsa.

## Reconocimientos
- Medalla de Oro de la XXI Bienal de Pontevedra en 1990.
- Gran Premio de Honor del I Salón de Otoño de la Real Academia Gallega de Bellas Artes, en 1996.
- Medalla “Amigo da Fundación Solaina de Piloño”, en 2006.

## Algunas exposiciones recientes y relevantes, individuales y colectivas
- 1990.- Exposición "Arte Galega: Revisión dunha década 1978/1988", que se celebra en Santiago y Vigo en 1990.
- 1998-99.-Moldes. Vieiros de luz. Exposición de dibujos y pinturas de Manuel R. Moldes, en Santiago de Compostela, Casa de la Parra.
- 1999.- IV Foro Atlántico de Arte Contemporánea.- Exposición colectiva organizada por la Asociación Profesional de Galerías de Arte de Galicia. Santiago.
- 2003.- Exposición de pinturas de Manuel Moldes en el Centro Galego de Arte Contemporánea de Santiago de Compostela.
- 2003.- Muestra "Atlántica 1980-86" que se celebra en el Museo de Arte Contemporáneo, (MARCO), de Vigo.
- 2003.- "75 obras para 75 años". Exposición Conmemorativa de la Fundación del Museo de Pontevedra
- 2006.- Pontevedra como inspiración na Colección Caixanova. La muestra tiene lugar en el Centro Social Caixanova Pontevedra.
- 2012.- Muestra Afluentes 68, sobre los artistas gallegos que han marcado el arte en los últimos 45 años. Centro Cultural Torrente Ballester de Ferrol.
- 2010.- IV exposición "Proxecto Home Arte e Solidaridade", itinerante por ciudades de Galicia en 2010.
- 2013.- Congostras de Pintura.- Exposición de pinturas de Manuel Moldes, en el Centro Cultural Marcos Valcárcel de Orense.[17]
- 2014.- "Unha mirada, dous tempos. Pintores de Pontevedra para un centenario". Exposición colectiva que se celebra en el Centro Cultural de Pontevedra, el Café Moderno.
- 2014.- "En plenas facultades: artistas docentes da Facultade de Belas Artes de Pontevedra". Muestra con obras de los artistas docentes de la Facultad de Bellas Artes de Pontevedra, que se celebró en el Sexto Edificio del Museo de Pontevedra.
- 2017.- Exposición de Manuel Moldes "Pontevedra suite 1983-1987", en las salas de exposiciones temporales del Sexto Edificio del Museo de Pontevedra.[18]

### 2003.- Exposición de pinturas de Manuel Moldes en el Centro Galego de Arte Contemporánea de Santiago de Compostela.

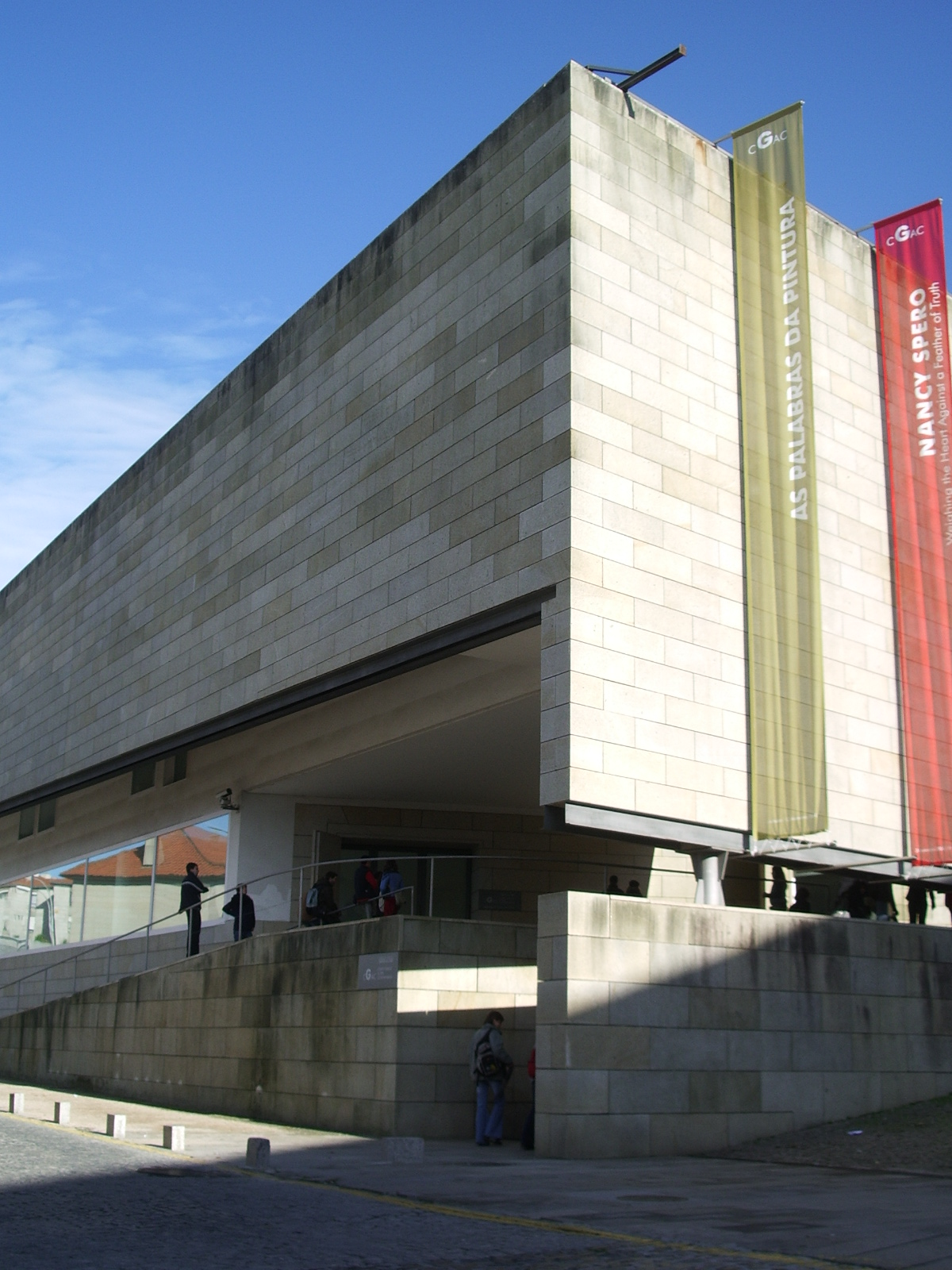
Centro Gallego de Arte Contemporáneo, obra de Álvaro Siza

El Centro Galego de Arte Contemporánea está situado en Santiago de Compostela,  en un edificio diseñado por el arquitecto portugués Álvaro Siza.
En este espacio  se celebró en 2003 una  exposición antológica de pinturas de Manuel Moldes. El CGAC presentó una selección de las obras más representativas de la trayectoria del pintor, reuniendo cincuenta piezas, entre lienzos, bocetos y papeles.

### 2017.- Pontevedra Suite 1983-1987
Esta exposición, la última celebrada en vida por el artista, tuvo lugar del 27 de julio al 17 de septiembre de 2017 en las salas de exposiciones temporales del Sexto Edificio del Museo de Pontevedra, y recogió la obra de Manuel Moldes realizada durante unos años transcendentales en su proceso creador, entre 1983 y 1987.
En la muestra se incluyeron obras destacadas como  "O abó Gran Dida no sillón”, "Pontevedra durme" o "Artellando pouco a pouco", del año  1983.  De 1984 se incluyó la obra "As mozas de Pontevedra", que recrea la famosa obra de Picasso, "Les demoiselles de Avignon". Y de 1985 se incluyen en la exposición "O rapaz dos recados", "Aubea o lobo", "Hombro con hombro", "A canteira" y el "Cristo das Rías Baixas".

## Fallecimiento y último adiós a Manuel Moldes
Manuel Moldes falleció, tras una larga enfermedad, el 3 de diciembre de 2017.  La presencia de  alumnos en su despedida tuvo gran protagonismo, ya que su féretro fue envuelto en un sudario pintado colectivamente por los estudiantes del centro del que él era profesor,  la Facultad de Bellas Artes de Pontevedra.